# Môlča
Môlča es un municipio del distrito de Banská Bystrica en la región de Banská Bystrica, Eslovaquia, con una población estimada a final del año 2024 de 435 habitantes.
Se encuentra ubicado en la zona centro-norte de la región, cerca del río Hron —un afluente izquierdo del Danubio— y de la frontera con la región de Žilina.

## Demografía
| Año        | 1994 | 2004     | 2014    | 2024     |
| ---------- | ---- | -------- | ------- | -------- |
| Población  | 299  | 358      | 354     | 435      |
| Diferencia |      | +19,73 % | −1,11 % | +22,88 % |

| Año        | 2023 | 2024    |
| ---------- | ---- | ------- |
| Población  | 440  | 435     |
| Diferencia |      | −1,13 % |